# Tephrosia elata
Tephrosia elata är en ärtväxtart som beskrevs av Albert Deflers. Tephrosia elata ingår i släktet Tephrosia och familjen ärtväxter.

## Underarter
Arten delas in i följande underarter:
- T. e. elata
- T. e. tomentella